# Речица (гміна Ульгівок)
Речица (пол. Rzeczyca; укр. Річиця) — село в Польщі, у гміні Ульгівок Томашівського повіту Люблінського воєводства. Населення — 209 осіб (2011).

## Історія
Понад 100 років Річиця була прикордонним селом Австро-Угорщини.
Станом на 1.01.1939 в селі проживало 2540 осіб, з них 2200 українців-грекокатоликів, 90 українців-римокатоликів, 10 поляків, 50 польських колоністів міжвоєнного періоду, 190 євреїв. Місцева греко-католицька парафія належала до Угнівського деканату Перемишльської єпархії. Село входило до гміни Тарношин Равського повіту Львівського воєводства Польської республіки.
Після Другої світової війни село опинилося у складі Польщі. У 1945 році, вже за радянської окупації, мешканці села зверталися до влади з проханням відкрити українську школу, проте отрималу відмову з огляду на неможливість добиратися до поселення через діяльність українського збройного підпілля. 16-30 червня 1947 року під час операції «Вісла» польська армія виселила з Річиці на щойно приєднані до Польщі північно-західні терени 522 українців. У селі залишилося 55 поляків.
У 1975—1998 роках село належало до Замойського воєводства.

## Населення
Демографічна структура станом на 31 березня 2011 року:
|          | Загалом | Допрацездатний вік | Працездатний вік | Постпрацездатний вік |
| -------- | ------- | ------------------ | ---------------- | -------------------- |
| Чоловіки | 106     | 23                 | 65               | 18                   |
| Жінки    | 103     | 19                 | 60               | 24                   |
| Разом    | 209     | 42                 | 125              | 42                   |